# 적초의
적초의(赤綃衣)는 조선시대 백관의 조복 일습 중 가장 위에 입는 옷이다. 붉은 초(綃)로 만들어 적초의라 하였다.

## 개요
적초의(赤綃衣)는 백관의 예복인 조복 일습 중 가장 위에 입는 옷이다. 조복 제도는 태종 16년 관복색을 설치해 제도를 만든 후 세종 때 여러 차례의 논의를 거쳐 완성된 제도가 『경국대전』에 정리되었다. 조복은 금칠한 양관(梁冠)과 적초의(赤綃衣), 적초상(赤綃裳), 중단(中單), 대대(大帶), 혁대(革帶), 폐슬(蔽膝), 후수(後綬), 패옥(佩玉), 말(襪), 혜(鞋), 홀(笏)로 구성된다. 금칠한 양관 때문에 금관조복(金冠朝服)이라고도 불리며 경축일, 정월 초하루, 동지, 조칙을 반포할 때 입었다. 적초의는 적색의 초(綃)로 만들었기 때문에 그러한 명칭이 유래하였으나 후대에는 초로 만들지 않고 순인(純鱗)이나 항라(亢羅)로 만든 것이 많다. 
이 유물은 1979년 중요민속자료로 지정할 때 ‘고종사제복(高宗紗祭服)’으로 명명하였으나 2005년에 ‘적초의’로 명칭을 변경하였다. 창덕궁에 소장되었던 복식 유물 중 하나로 전해지면서 고종의 제복으로 명명됐으나 의복의 형태가 백관의 조복과 동일하여 적초의로 수정하였다. 현재 이화여자대학교박물관에서 소장중이며 국가민속문화재 제62호로 등록되어있다. 이 옷은 겉은 홍색 순인으로 하고 안은 세주(細紬)를 넣어 만든 겹옷이다. 크기는 뒷길이 92cm, 화장 91.5cm, 고대 18.5cm, 진동 30.5cm, 수구 49cm, 품 51.5cm, 동정너비 4.5cm다.

## 참고 자료
- 적초의 - 국가유산청 국가유산포털
- 한국민족문화대백과
- 이화여자대학교박물관